# پالم هاربور (فلوریدا)
پالم هاربور (به انگلیسی: Palm Harbor) یک منطقهٔ مسکونی در ایالات متحده آمریکا است که در شهرستان پاینلاس، فلوریدا واقع شده‌است. پالم هاربور ۶۸٫۹ کیلومتر مربع مساحت و ۶۴٬۳۰۱ نفر جمعیت دارد و ۱۵ متر بالاتر از سطح دریا قرار دارد.